# Сергей Лазо (фильм)
«Сергей Лазо» — советский чёрно-белый художественный фильм, снятый режиссёром Александром Гордоном в 1967 году на киностудии «Молдова-фильм».
Премьера фильма состоялась 26 февраля 1968 года.

## Сюжет
Фильм повествует о жизни и деятельности героя гражданской войны Сергея Лазо, советского военачальника и государственного деятеля, принимавшего активное участие в установлении советской власти в Сибири и на Дальнем Востоке, участнике Гражданской войны, руководителе партизанскими силами на Дальнем Востоке в период борьбы с японскими интервентами.

## В ролях
| Актёр                | Роль                                                          |
| -------------------- | ------------------------------------------------------------- |
| Регимантас Адомайтис | Сергей Лазо                                                   |
| Александра Завьялова | Ольга Грабенко                                                |
| Зинаида Славина      | Анна Яновская                                                 |
| Всеволод Якут        | бессарабский публицист, писатель Павел Александрович Милкован |
| Ион Унгуряну         | Комаровский                                                   |
| Татьяна Махова       | Софья Николаевна жена губернатора                             |
| Юрий Дубровин        | красногвардеец Королёв                                        |
| Виктор Маркин        | Алексей Михайлович Луцкий                                     |
| Владимир Зайчук      | Всеволод Михайлович Сибирцев                                  |
| А. Сейта             | генерал Оой                                                   |
| Владимир Уан-Зо-Ли   | генерал Янагаки                                               |
| Константин Артеменко | Медведев                                                      |
| Лев Поляков          | командир Вишняков                                             |

### В эпизодах
| Актёр                | Роль                                   |
| -------------------- | -------------------------------------- |
| Борис Битюков        |                                        |
| Игорь Боголюбов      | командир отряда                        |
| Иван Бондарь         |                                        |
| Михаил Васильев      | Иван Кузьмич                           |
| Вадим Вильский       |                                        |
| Владимир Волков      |                                        |
| Григоре Григориу     | адъютант                               |
| Леонид Данчишин      | белый офицер                           |
| Валентин Кобас       |                                        |
| Александр Короткевич | господин                               |
| И. Луниз             |                                        |
| Владимир Маренков    | командир отряда Красной гвардии Зверев |
| Иван Матвеев         | обыватель                              |
| Валерий Манжелли     |                                        |
| Рудольф Панков       |                                        |
| Провоторов           |                                        |
| Филимон Сергеев      |                                        |
| Дмитрий Сечкарёв     |                                        |
| В. Стоянов           |                                        |
| З. Терон             |                                        |
| Марк Толмачёв        |                                        |
| Александр Толстых    | командир партизанского патруля         |
| Василий Фущич        |                                        |

### Нет в титрах
| Актёр             | Роль                            |
| ----------------- | ------------------------------- |
| Андрей Тарковский | белогвардейский офицер Бочкарёв |
| Лев Перфилов      | патрульный                      |
| Сергей Сибель     | белый офицер                    |

## Съёмочная группа
- Режиссёр — Александр Гордон
- Сценарий — Георгий Маларчук, Андрей Тарковский (в титрах не указан)
- Главный оператор — Вадим Яковлев
- Художник-постановщик — Станислав Булгаков, Аурелия Роман
- Монтаж — Андрей Тарковский (в титрах не указан)